# فهرست قطعنامه‌های شورای امنیت ۲۰۱ تا ۳۰۰
| قطعنامه‌های شورای امنیت                                      |
| ----------------------------------------------------------- |
| منابع: نشست‌های شورای امنیت • UNBISnet • ویکی‌نبشته           |
| ۱ تا ۱۰۰ (۱۹۴۶–۱۹۵۳)                                        |
| ۱۰۱ تا ۲۰۰ (۱۹۵۳–۱۹۶۵)                                      |
| ۲۰۱ تا ۳۰۰ (۱۹۶۵–۱۹۷۱)                                      |
| ۳۰۱ تا ۴۰۰ (۱۹۷۱–۱۹۷۶)                                      |
| ۴۰۱ تا ۵۰۰ (۱۹۷۶–۱۹۸۲)                                      |
| ۵۰۱ تا ۶۰۰ (۱۹۸۲–۱۹۸۷)                                      |
| ۶۰۱ تا ۷۰۰ (۱۹۸۷–۱۹۹۱)                                      |
| ۷۰۱ تا ۸۰۰ (۱۹۹۱–۱۹۹۳)                                      |
| ۸۰۱ تا ۹۰۰ (۱۹۹۳–۱۹۹۴)                                      |
| ۹۰۱ تا ۱۰۰۰ (۱۹۹۴–۱۹۹۵)                                     |
| ۱۰۰۱ تا ۱۱۰۰ (۱۹۹۵–۱۹۹۷)                                    |
| ۱۱۰۱ تا ۱۲۰۰ (۱۹۹۷–۱۹۹۸)                                    |
| ۱۲۰۱ تا ۱۳۰۰ (۱۹۹۸–۲۰۰۰)                                    |
| ۱۳۰۱ تا ۱۴۰۰ (۲۰۰۰–۲۰۰۲)                                    |
| ۱۴۰۱ تا ۱۵۰۰ (۲۰۰۲–۲۰۰۳)                                    |
| ۱۵۰۱ تا ۱۶۰۰ (۲۰۰۳–۲۰۰۵)                                    |
| ۱۶۰۱ تا ۱۷۰۰ (۲۰۰۵–۲۰۰۶)                                    |
| ۱۷۰۱ تا ۱۸۰۰ (۲۰۰۶–۲۰۰۸)                                    |
| ۱۸۰۱ تا ۱۹۰۰ (۲۰۰۸–۲۰۰۹)                                    |
| ۱۹۰۱ تا ۲۰۰۰ (۲۰۰۹–۲۰۱۱)                                    |
| ۲۰۰۱ تا ۲۱۰۰ (۲۰۱۱–۲۰۱۳)                                    |
| ۲۱۰۱ تا ۲۲۰۰ (۲۰۱۳–۲۰۱۵)                                    |
| ۲۲۰۱ تا ۲۳۰۰ (۲۰۱۵–۲۰۱۶)                                    |
| ۲۳۰۱ تا ۲۴۰۰ (۲۰۱۶–۲۰۱۸)                                    |
| ۲۲۰۱ تا ۲۳۰۰ (۲۰۱۸–تاکنون)                                  |
| متن مربوطه در ویکی‌نبشته : قطعنامه‌های شورای امنیت سازمان ملل |

فهرست زیر، شامل قطعنامه‌های سازمان ملل متحد از قطعنامهٔ شمارهٔ ۲۰۱ تا ۳۰۰ است که در بازهٔ زمانی ۱۵ مارس ۱۹۶۵ میلادی تا ۱۲ اکتبر ۱۹۷۱ به تصویب رسیده‌است.
| شمارهٔ قطعنامه | تاریخ           | آرا (موافق-ممتنع-مخالف) | موضوع نشست |
| ------------- | --------------- | ----------------------- | --- |
| ۲۰۱           | ۱۹ مارس ۱۹۶۵    | ۱۱-۰-۰                  | مسئلهٔ قبرس |
| ۲۰۲           | ۰۶ مه ۱۹۶۵      | ۷-۴-۰                   | سؤال در رابطه با وضعیت در رودزیای جنوبی                                                                           |
| ۲۰۳           | ۱۴ مه ۱۹۶۵      | ۱۱-۰-۰                  | وضعیت در جمهوری دومینیکن                                                                                          |
| ۲۰۴           | ۱۹ مه ۱۹۶۵      | ۱۱-۰-۰                  | شکایت توسط سنگال                                                                                                  |
| ۲۰۵           | ۲۲ مه ۱۹۶۵      | ۱۰-۱-۰                  | وضعیت در جمهوری دومینیکن                                                                                          |
| ۲۰۶           | ۱۵ ژوئن ۱۹۶۵    | ۱۱-۰-۰                  | مسئلهٔ قبرس |
| ۲۰۷           | ۱۰ اوت ۱۹۶۵     | ۱۱-۰-۰                  | مسئلهٔ قبرس |
| ۲۰۸           | ۱۰ اوت ۱۹۶۵     | - -                     | دیوان بین‌المللی دادگستری                                                                                          |
| ۲۰۹           | ۰۴ سپتامبر ۱۹۶۵ | ۱۱-۰-۰                  | مسئلهٔ هند-پاکستان                                                                                                 |
| ۲۱۰           | ۰۶ سپتامبر ۱۹۶۵ | ۱۱-۰-۰                  | مسئلهٔ هند-پاکستان                                                                                                 |
| ۲۱۱           | ۲۰ سپتامبر ۱۹۶۵ | ۱۰-۱-۰                  | مسئلهٔ هند-پاکستان                                                                                                 |
| ۲۱۴           | ۲۷ سپتامبر ۱۹۶۵ | - -                     | مسئلهٔ هند-پاکستان                                                                                                 |
| ۲۱۵           | ۰۵ نوامبر ۱۹۶۵  | ۹-۲-۰                   | مسئلهٔ هند-پاکستان                                                                                                 |
| ۲۱۶           | ۱۲ نوامبر ۱۹۶۵  | ۱۰-۱-۰                  | سؤال در رابطه با وضعیت در رودزیای جنوبی                                                                           |
| ۲۱۷           | ۲۰ نوامبر ۱۹۶۵  | ۱۰-۱-۰                  | سؤال در رابطه با وضعیت در رودزیای جنوبی                                                                           |
| ۲۱۸           | ۱۲ نوامبر ۱۹۶۵  | ۷-۴-۰                   | سؤال در رابطه با سرزمین‌های تحت حکومت پرتغال                                                                       |
| ۲۱۹           | ۱۷ دسامبر ۱۹۶۵  | ۱۱-۰-۰                  | مسئلهٔ قبرس |
| ۲۲۰           | ۱۶ مارس ۱۹۶۶    | ۱۵-۰-۰                  | مسئلهٔ قبرس |
| ۲۲۱           | ۰۹ آوریل ۱۹۶۶   | ۱۰-۵-۰                  | سؤال در رابطه با وضعیت در رودزیای جنوبی                                                                           |
| ۲۲۲           | ۱۶ ژوئن ۱۹۶۶    | ۱۵-۰-۰                  | مسئلهٔ قبرس |
| ۲۲۳           | ۲۱ ژوئن ۱۹۶۶    | ۱۵-۰-۰                  | پذیرش اعضای جدید سازمان ملل متحد: گویان                                                                           |
| ۲۲۴           | ۱۴ اکتبر ۱۹۶۶   | ۱۵-۰-۰                  | پذیرش اعضای جدید سازمان ملل متحد: بوتسوانا                                                                        |
| ۲۲۵           | ۱۴ اکتبر ۱۹۶۶   | ۱۵-۰-۰                  | پذیرش اعضای جدید سازمان ملل متحد: لسوتو                                                                           |
| ۲۲۶           | ۱۴ اکتبر ۱۹۶۶   | ۱۵-۰-۰                  | سؤالی راجع به جمهوری دموکراتیک کنگو                                                                               |
| ۲۲۷           | ۲۸ اکتبر ۱۹۶۶   | - -                     | توصیه در مورد انتصاب دبیر کل سازمان ملل                                                                           |
| ۲۲۸           | ۲۵ نوامبر ۱۹۶۶  | ۱۴-۱-۰                  | مسئلهٔ فلسطین |
| ۲۲۹           | ۰۲ دسامبر ۱۹۶۶  | - -                     | توصیه در مورد انتصاب دبیر کل سازمان ملل                                                                           |
| ۲۳۰           | ۰۷ دسامبر ۱۹۶۶  | ۱۵-۰-۰                  | پذیرش اعضای جدید سازمان ملل متحد: باربادوس                                                                        |
| ۲۳۱           | ۱۵ دسامبر ۱۹۶۶  | ۱۵-۰-۰                  | مسئلهٔ قبرس |
| ۲۳۲           | ۱۶ دسامبر ۱۹۶۶  | ۱۱-۴-۰                  | سؤال در رابطه با وضعیت در رودزیای جنوبی                                                                           |
| ۲۳۳           | ۰۶ ژوئن ۱۹۶۷    | ۱۵-۰-۰                  | وضعیت خاورمیانه                                                                                                   |
| ۲۳۴           | ۰۷ ژوئن ۱۹۶۷    | ۱۵-۰-۰                  | وضعیت خاورمیانه                                                                                                   |
| ۲۳۵           | ۰۹ ژوئن ۱۹۶۷    | ۱۵-۰-۰                  | وضعیت خاورمیانه                                                                                                   |
| ۲۳۶           | ۱۱ ژوئن ۱۹۶۷    | ۱۵-۰-۰                  | وضعیت خاورمیانه                                                                                                   |
| ۲۳۷           | ۱۴ ژوئن ۱۹۶۷    | ۱۵-۰-۰                  | وضعیت خاورمیانه                                                                                                   |
| ۲۳۸           | ۱۹ ژوئن ۱۹۶۷    | ۱۵-۰-۰                  | مسئلهٔ قبرس |
| ۲۳۹           | ۱۰ ژوئیه ۱۹۶۷   | ۱۵-۰-۰                  | سؤالی راجع به جمهوری دموکراتیک کنگو                                                                               |
| ۲۴۰           | ۲۵ اکتبر ۱۹۶۷   | ۱۵-۰-۰                  | وضعیت خاورمیانه                                                                                                   |
| ۲۴۱           | ۱۵ نوامبر ۱۹۶۷  | ۱۵-۰-۰                  | سؤالی راجع به جمهوری دموکراتیک کنگو                                                                               |
| ۲۴۲           | ۲۲ نوامبر ۱۹۶۷  | ۱۵-۰-۰                  | وضعیت خاورمیانه                                                                                                   |
| ۲۴۳           | ۱۲ دسامبر ۱۹۶۷  | ۱۵-۰-۰                  | پذیرش اعضای جدید سازمان ملل متحد: یمن جنوبی                                                                       |
| ۲۴۴           | ۲۲ دسامبر ۱۹۶۷  | ۱۵-۰-۰                  | مسئله‌ای راجع به نیروهای حافظ صلح سازمان ملل در قبرس                                                               |
| ۲۴۵           | ۲۵ ژانویه ۱۹۶۸  | ۱۵-۰-۰                  | مسئلهٔ جنوب غربی آفریقا                                                                                            |
| ۲۴۶           | ۱۴ مارس ۱۹۶۸    | ۱۵-۰-۰                  | مسئلهٔ جنوب غربی آفریقا                                                                                            |
| ۲۴۷           | ۱۸ مارس ۱۹۶۸    | ۱۵-۰-۰                  | مسئلهٔ نیروهای حافظ سازمان ملل صلح در قبرس                                                                         |
| ۲۴۸           | ۲۴ مارس ۱۹۶۸    | ۱۵-۰-۰                  | وضعیت خاورمیانه                                                                                                   |
| ۲۴۹           | ۱۸ آوریل ۱۹۶۸   | ۱۵-۰-۰                  | پذیرش اعضای جدید سازمان ملل متحد: موریس                                                                           |
| ۲۵۰           | ۲۷ آوریل ۱۹۶۸   | ۱۵-۰-۰                  | وضعیت خاورمیانه                                                                                                   |
| ۲۵۱           | ۰۲ مه ۱۹۶۸      | ۱۵-۰-۰                  | وضعیت خاورمیانه                                                                                                   |
| ۲۵۲           | ۲۱ مه ۱۹۶۸      | ۱۳-۲-۰                  | وضعیت خاورمیانه                                                                                                   |
| ۲۵۳           | ۲۹ مه ۱۹۶۸      | ۱۵-۰-۰                  | مسئلهٔ در رابطه با وضعیت در رودزیای جنوبی                                                                          |
| ۲۵۴           | ۱۱ ژوئن ۱۹۶۸    | ۱۵-۰-۰                  | مسئلهٔ قبرس |
| ۲۵۵           | ۱۹ ژوئن ۱۹۶۸    | ۱۰-۵-۰                  | مسئلهٔ در رابطه با اقدامات لازم برای حفاظت از کشورهای عضو با سلاح‌های غیر هسته‌ای در معاهدهٔ منع گسترش سلاح‌های هسته‌ای |
| ۲۵۶           | ۱۶ اوت ۱۹۶۸     | ۱۵-۰-۰                  | وضعیت خاورمیانه                                                                                                   |
| ۲۵۷           | ۱۱ سپتامبر ۱۹۶۸ | ۱۵-۰-۰                  | پذیرش اعضای جدید سازمان ملل متحد: سوئیس                                                                           |
| ۲۵۸           | ۱۸ سپتامبر ۱۹۶۸ | ۱۴-۱-۰                  | وضعیت خاورمیانه                                                                                                   |
| ۲۵۹           | ۲۷ سپتامبر ۱۹۶۸ | ۱۲-۳-۰                  | وضعیت خاورمیانه                                                                                                   |
| ۲۶۰           | ۰۶ نوامبر ۱۹۶۸  | ۱۵-۰-۰                  | پذیرش اعضای جدید سازمان ملل متحد: گینه استوایی                                                                    |
| ۲۶۱           | ۱۰ دسامبر ۱۹۶۸  | ۱۵-۰-۰                  | مسئلهٔ قبرس |
| ۲۶۲           | ۳۱ دسامبر ۱۹۶۸  | ۱۵-۰-۰                  | وضعیت خاورمیانه                                                                                                   |
| ۲۶۳           | ۲۴ ژانویه ۱۹۶۹  | - -                     | زبان‌های کار شورای امنیت                                                                                           |
| ۲۶۴           | مارسch 20, ۱۹۶۹ | ۱۳-۲-۰                  | وضعیت نامبیا |
| ۲۶۵           | ۰۱ آوریل ۱۹۶۹   | ۱۱-۴-۰                  | وضعیت خاورمیانه                                                                                                   |
| ۲۶۶           | ۱۰ ژوئن ۱۹۶۹    | ۱۵-۰-۰                  | مسئلهٔ قبرس |
| ۲۶۷           | ۰۳ ژوئیه ۱۹۶۹   | ۱۵-۰-۰                  | وضعیت خاورمیانه                                                                                                   |
| ۲۶۸           | ۲۸ ژوئیه ۱۹۶۹   | ۱۱-۴-۰                  | شکایت توسط زیمبابوه                                                                                               |
| ۲۶۹           | ۱۲ اوت ۱۹۶۹     | ۱۱-۴-۰                  | وضعیت نامبیا |
| ۲۷۰           | ۲۶ اوت ۱۹۶۹     | - -                     | وضعیت خاورمیانه                                                                                                   |
| ۲۷۱           | ۱۵ سپتامبر ۱۹۶۹ | ۱۱-۴-۰                  | وضعیت خاورمیانه                                                                                                   |
| ۲۷۲           | ۲۳ اکتبر ۱۹۶۹   | - -                     | دیوان بین‌المللی دادگستری                                                                                          |
| ۲۷۳           | ۰۹ دسامبر ۱۹۶۹  | ۱۳-۲-۰                  | شکایات سنگال |
| ۲۷۴           | ۰۹ دسامبر ۱۹۶۹  | ۱۵-۰-۰                  | مسئلهٔ قبرس |
| ۲۷۵           | ۲۲ دسامبر ۱۹۶۹  | ۹-۶-۰                   | شکایت توسط گینه                                                                                                   |
| ۲۷۶           | ۳۰ ژانویه ۱۹۷۰  | ۱۳-۲-۰                  | وضعیت نامبیا |
| ۲۷۷           | ۱۸ مارس ۱۹۷۰    | ۱۴-۱-۰                  | مسئلهٔ در رابطه با وضعیت در رودزیای جنوبی                                                                          |
| ۲۷۸           | ۱۱ مه ۱۹۷۰      | ۱۵-۰-۰                  | مسئلهٔ بحرین |
| ۲۷۹           | ۱۲ مه ۱۹۷۰      | ۱۵-۰-۰                  | وضعیت خاورمیانه                                                                                                   |
| ۲۸۰           | ۱۹ مه ۱۹۷۰      | ۱۱-۴-۰                  | وضعیت خاورمیانه                                                                                                   |
| ۲۸۱           | ۰۹ ژوئن ۱۹۷۰    | ۱۵-۰-۰                  | مسئلهٔ قبرس |
| ۲۸۲           | ۲۳ ژوئیه ۱۹۷۰   | ۱۲-۳-۰                  | مسئله درگیری‌های نژادی در آفریقای جنوبی ناشی از سیاست‌های آپارتاید دولت جمهوری آفریقای جنوبی                        |
| ۲۸۳           | ۲۹ ژوئیه ۱۹۷۰   | ۱۳-۲-۰                  | وضعیت نامبیا |
| ۲۸۴           | ۲۹ ژوئیه ۱۹۷۰   | ۱۲-۳-۰                  | وضعیت نامبیا |
| ۲۸۵           | ۰۵ سپتامبر ۱۹۷۰ | ۱۴-۱-۰                  | وضعیت خاورمیانه                                                                                                   |
| ۲۸۶           | ۰۹ سپتامبر ۱۹۷۰ | - -                     | وضعیت ایجاد شده بر اثر افزایش حوادثی شامل ربودن هواپیماهای مسافربری و تجاری                                       |
| ۲۸۷           | ۱۰ اکتبر ۱۹۷۰   | ۱۵-۰-۰                  | پذیرش اعضای جدید سازمان ملل متحد: فیجی                                                                            |
| ۲۸۸           | ۱۷ نوامبر ۱۹۷۰  | ۱۵-۰-۰                  | مسئلهٔ در رابطه با وضعیت در رودزیای جنوبی                                                                          |
| ۲۸۹           | ۲۳ نوامبر ۱۹۷۰  | ۱۵-۰-۰                  | شکایت توسط گینه                                                                                                   |
| ۲۹۰           | ۰۸ دسامبر ۱۹۷۰  | ۱۱-۴-۰                  | شکایت توسط گینه                                                                                                   |
| ۲۹۱           | ۱۰ دسامبر ۱۹۷۰  | ۱۵-۰-۰                  | مسئلهٔ قبرس |
| ۲۹۲           | ۱۰ فوریه ۱۹۷۱   | ۱۵-۰-۰                  | پذیرش اعضای جدید سازمان ملل متحد: بوتان                                                                           |
| ۲۹۳           | ۲۶ مه ۱۹۷۱      | ۱۵-۰-۰                  | مسئلهٔ قبرس |
| ۲۹۴           | ۱۵ ژوئیه ۱۹۷۱   | ۱۳-۲-۰                  | شکایت توسط سنگال                                                                                                  |
| ۲۹۵           | ۰۳ اوت ۱۹۷۱     | ۱۵-۰-۰                  | شکایت توسط گینه                                                                                                   |
| ۲۹۶           | ۱۸ اوت ۱۹۷۱     | ۱۵-۰-۰                  | پذیرش اعضای جدید سازمان ملل متحد: بحرین                                                                           |
| ۲۹۷           | ۱۵ سپتامبر ۱۹۷۱ | ۱۵-۰-۰                  | پذیرش اعضای جدید سازمان ملل متحد: قطر                                                                             |
| ۲۹۸           | ۲۵ سپتامبر ۱۹۷۱ | ۱۴-۱-۰                  | وضعیت خاورمیانه                                                                                                   |
| ۲۹۹           | ۳۰ سپتامبر ۱۹۷۱ | ۱۵-۰-۰                  | پذیرش اعضای جدید سازمان ملل متحد: عمان                                                                            |
| ۳۰۰           | ۱۲ اکتبر ۱۹۷۱   | ۱۵-۰-۰                  | شکایت توسط زیمبابوه                                                                                               |